# مونهايم أم راين
مونهايم أم راين (بالألمانية: Monheim am Rhein) هي بلدة ألمانية تقع في ألمانيا في متمان.

## المدن التوأمة
مدن دليتزش، طيرة الكرمل وفينر نويشتات هي مدن توأمة لـمنهايم آم راين.

## أعلام
- أندرياس كايزر
- هستر جوناس